# Xã Balsam, Quận Aitkin, Minnesota
Xã Balsam (tiếng Anh: Balsam Township) là một xã thuộc quận Aitkin, tiểu bang Minnesota, Hoa Kỳ. Năm 2010, dân số của xã này là 42 người.